# Стрілянина у нічному клубі в Орландо
Стрілянина в нічному клубі в Орландо — терористичний акт 12 червня 2016 у нічному клубі для гомосексуальних меншин в американському місті Орландо, штат Флорида, у результаті якого 50 людей загинуло і 53 отримали поранення.

## Перебіг подій

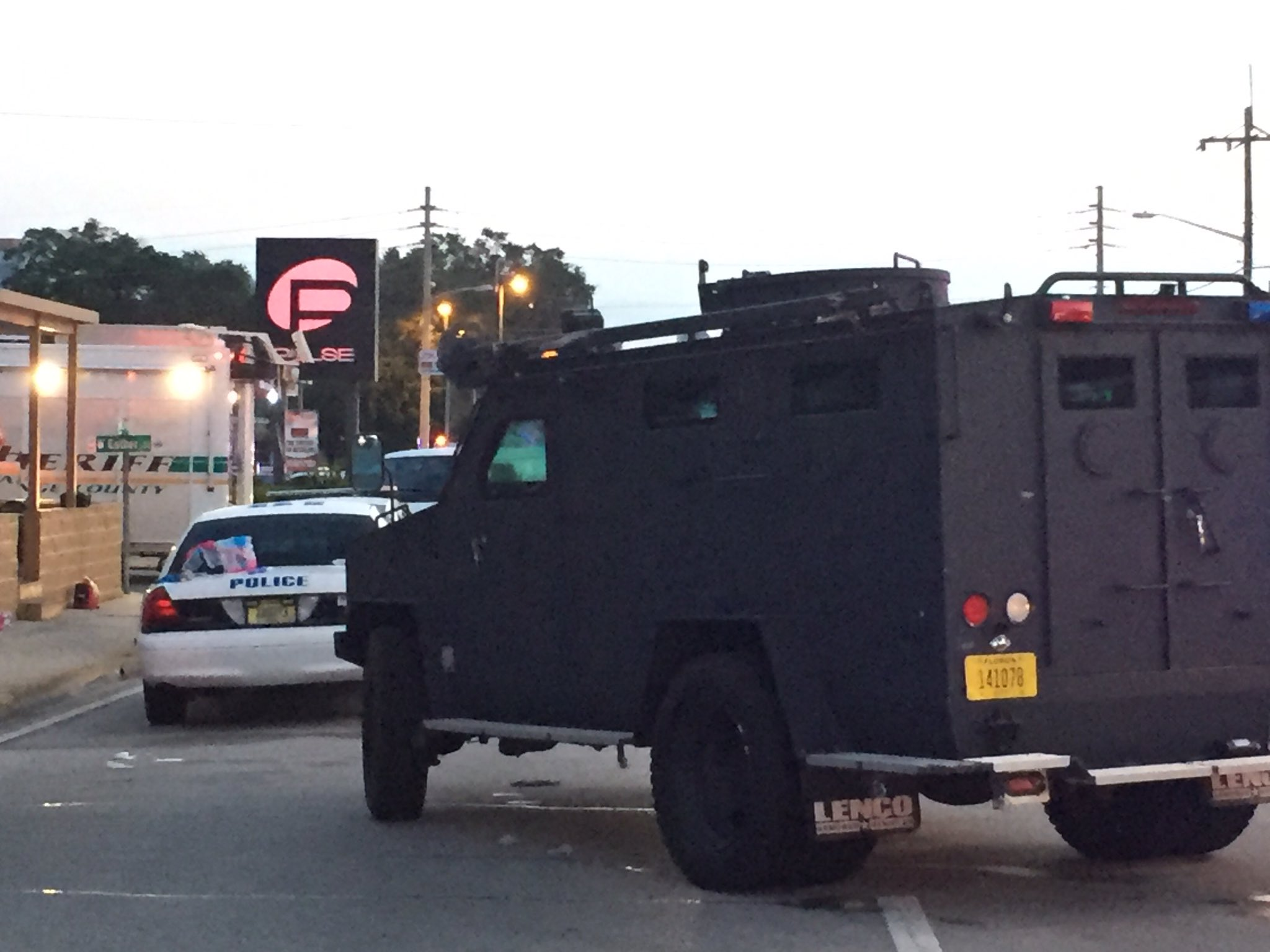
Поліцейський броньовик на місці подій. З ліва на задньому плані видно вивіску і частину будівлі клубу.

### Передумови
За даними поліції, злочинець був добре озброєний, він мав при собі бойову гвинтівку, пістолет і ймовірно вибуховий пристрій. А за даними Федерального бюро розслідувань, Омар Матін безпосередньо перед масовим убивством зателефонував до поліції із заявою, якою задекларував відданість екстремістському угрупованню «Ісламська держава».
Також відомо, що дружина Матіна, Нур Захі Салман, згідно з її свідченнями в ФБР, здогадувалася про плани чоловіка, але не намагалася його відговорити. Крім того, Нур Захі Салман повідомила агентам бюро, що була разом з чоловіком у збройовому магазині в день, коли він купив кобуру і боєприпаси.

### Напад
Спочатку, близько двох годин ночі, він відкрив стрілянину в клубі, потім вийшов на вулицю і вступив у перестрілку з викликаним терміново нарядом поліції з дев'яти осіб. Потім знову проник у клуб і захопив близько 30 заручників. Всі вони звільнені. Нападник був убитий спецназівцями, проте один правоохоронець отримав поранення, яке не становить загрози його життю. Під час штурму будівлі клубу, рано вранці в неділю, застосовувався бронетранспортер.

### Наслідки
Згодом у американському місті Орландо (штат Флорида) введено режим надзвичайного стану у зв'язку з стріляниною в нічному клубі.

## Список жертв
Жертвами інциденту стали 49 людей, ще принаймні 53 отримали поранення і були госпіталізовані.
| Ім'я                            | Вік | Стать   | Національність  |
| ------------------------------- | --- | ------- | --------------- |
| Edward Sotomayor Jr.            | 34  | чоловік |                 |
| Stanley Almodovar III           | 23  | чоловік | Латинус         |
| Luis Omar Ocasio-Capo           | 20  | чоловік | Латинус         |
| Juan Ramon Guerrero             | 22  | чоловік | Латинус         |
| Eric Ivan Ortiz-Rivera          | 36  | чоловік |                 |
| Peter O. Gonzalez-Cruz          | 22  | чоловік | Латинус         |
| Luis S. Vielma                  | 22  | чоловік | Афроамериканець |
| Kimberly Morris                 | 37  | жінка   |                 |
| Eddie Jamoldroy Justice         | 30  | чоловік |                 |
| Darryl Roman Burt II            | 29  | чоловік |                 |
| Deonka Deidra Drayton           | 32  | жінка   |                 |
| Alejandro Barrios Martinez      | 21  | чоловік | Латинус         |
| Anthony Luis Laureanodisla      | 25  | чоловік |                 |
| Jean Carlos Mendez Perez        | 35  |         | Латинус         |
| Franky Jimmy Dejesus Velazquez  | 50  | чоловік | Латинус         |
| Amanda Alvear                   | 25  | жінка   |                 |
| Martin Benitez Torres           | 33  | чоловік | Латинус         |
| Luis Daniel Wilson-Leon         | 37  | чоловік |                 |
| Mercedez Marisol Flores         | 26  |         |                 |
| Xavier Emmanuel Serrano Rosado  | 35  | чоловік | Латинус         |
| Gilberto Ramon Silva Menendez   | 25  | чоловік | Латинус         |
| Simon Adrian Carrillo Fernandez | 31  | чоловік | Латинус         |
| Oscar A Aracena-Montero         | 26  | чоловік | Латинус         |
| Enrique L. Rios, Jr.            | 25  | чоловік | Латинус         |
| Miguel Angel Honorato           | 30  | чоловік | Латинус         |
| Javier Jorge-Reyes              | 30  | чоловік | Латинус         |
| Joel Rayon Paniagua             | 32  | чоловік | Латинус         |
| Jason Benjamin Josaphat         | 19  | чоловік |                 |
| Cory James Connell              | 21  | чоловік |                 |
| Juan P. Rivera Velazquez        | 37  | чоловік | Латинус         |
| Luis Daniel Conde               | 39  | чоловік |                 |
| Shane Evan Tomlinson            | 33  | чоловік |                 |
| Juan Chevez-Martinez            | 25  | чоловік | Латинус         |
| Jerald Arthur Wright            | 31  | чоловік |                 |
| Leroy Valentin Fernandez        | 25  | чоловік | Латинус         |
| Tevin Eugene Crosby             | 25  | чоловік |                 |
| Jonathan Antonio Camuy Vega     | 24  | чоловік | Латинус         |
| Jean C. Nives Rodriguez         | 27  |         | Латинус         |
| Rodolfo Ayala-Ayala             | 33  |         |                 |
| Brenda Lee Marquez McCool       | 49  |         |                 |
| Yilmary Rodriguez Sulivan       | 24  |         |                 |
| Christopher Andrew Leinonen     | 32  | чоловік |                 |
| Angel L. Candelario-Padro       | 28  |         |                 |
| Frank Hernandez                 | 27  | чоловік |                 |
| Paul Terrell Henry              | 41  | чоловік |                 |
| Antonio Davon Brown             | 29  | чоловік |                 |

## Організатор
За даними американських ЗМІ, підозрюваний у нападі — Омар Матін, 1986 року народження, громадянин США, який працював охоронцем з 2007 року у найбільшій у світі приватній охоронній компанії G4S, застрелений правоохоронцями під час штурму клубу.
Відомо, що раніше ФБР звертала увагу на Мартіна кілька разів. Вперше ФБР звернуло увагу на Матіна в 2013 році, коли він допустив різкі коментарі в розмові зі своїми колегами по роботі, заявивши про нібито наявні у нього зв'язки з терористами, тоді ФБР перевірило показання свідків, записи підозрюваного, а також взяла чоловіка під спостереження і двічі допитало його. Підтвердити його зв'язки з екстремістами не вдалося, і розслідування було закрито. А другий раз Матіна перевіряли на предмет можливих зв'язків з народженим у США смертником Салах Абу. Тоді з ним також поговорили агенти ФБР, але вони зробили висновок, що ніякої загрози не представляє. Пильна увага з боку ФБР не завадила Матіну мати дозвіл на зброю.
Відповідальність за напад взяла на себе Ісламська Держава.

## Реакція міжнародної спільноти

### Україна
Український президент Петро Порошенко приєднався до ряду політичних діячів, які співчувають близьким загиблих під час стрілянини в Орландо, яка трапилась 12 червня. Слова жалю він опублікував на своїй сторінці у соцмережі. Також глава МЗС України Павло Клімкін висловив співчуття сім'ям загиблих у результаті збройного нападу на клуб в американському місті Орландо. Про це він написав у своєму «Твіттері». Посольство України в США теж висловило співчуття родичам загиблих внаслідок стрілянини в Орландо.

### Інші
Генеральний секретар НАТО Єнс Столтенберг засудив терористичний акт в американському місті Орландо та висловив свої співчуття.
Рада безпеки ООН засудила збройний напад на нічний клуб Florida Pulse, в Орландо в США і назвала трагедію терористичним актом.
Лідер ради з американо-ісламських відносин (CAIR) Ніхад Авад рішуче засудив масове вбивство, яке сталося напередодні в Орландо. Крім цього він підкреслив, що вбивця ніяким чином не представляє ісламську віру.

## Вшанування пам'яті загиблих

### В США

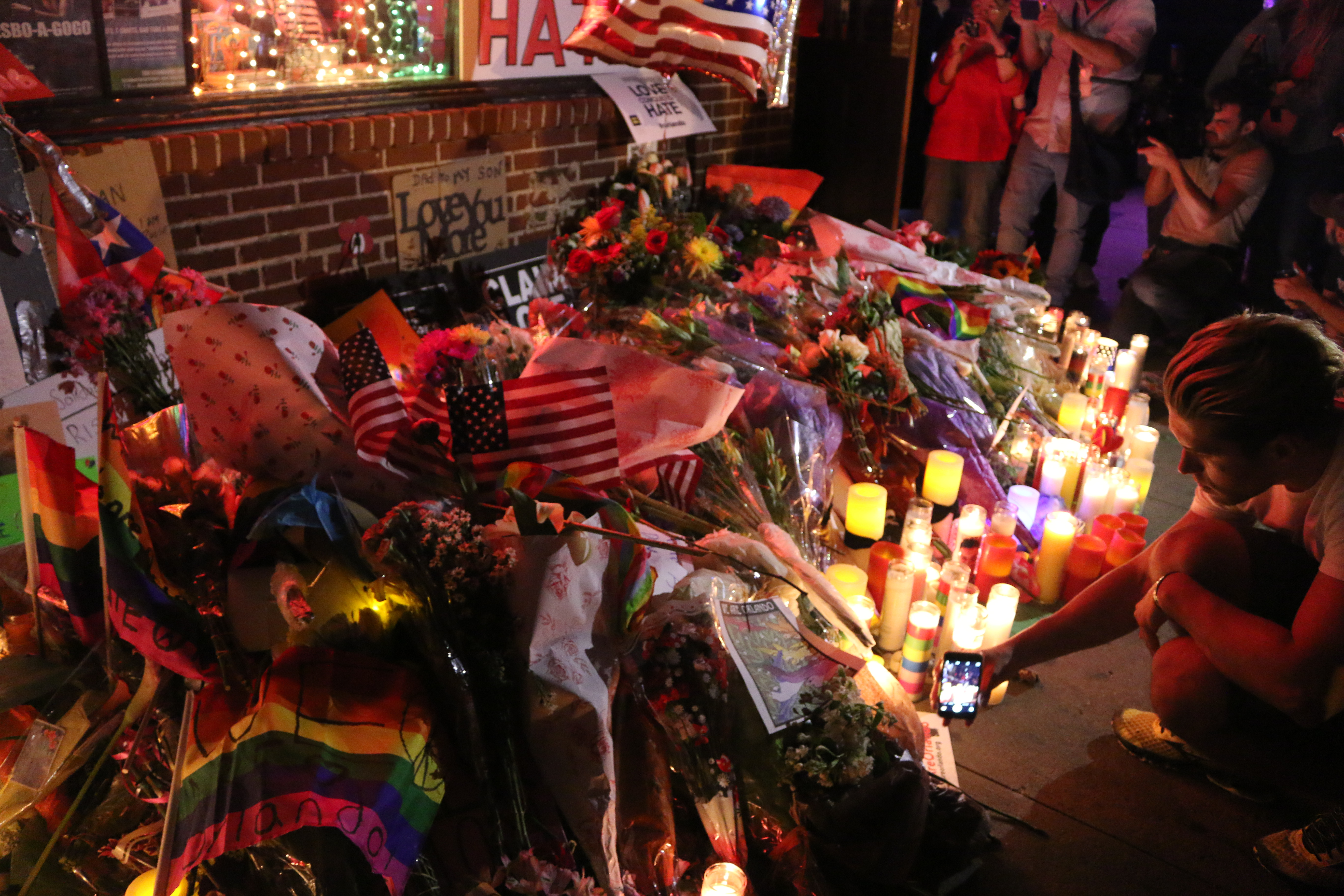
Вшанування жертв у Нью-Йорку

В Орландо пройшла всенічна акція у понеділок увечері. Акція проходила на галявині поблизу центру доктора Філліпса, де зазвичай організовують різні заходи. Там також був встановлений імпровізований меморіал, де люди залишали квіти, свічки і записки для жертв.
14 червня тисячі людей зібралися у Нью-Йорку для вшанування пам'яті загиблих у теракті в Орландо. Акція відбувалася під стінами найпопулярнішого у місті гей-клубу «Stonewall inn». Зі сцени проголошували імена загиблих.
Також вогні Empire State Building у Нью-Йорку на кілька хвилин погасли в ніч стрілянини в пам'ять про жертв інциденту. А World Trade Center, який свого часу також став об'єктом терористичного нападу, після стрілянини в Орландо підсвітив свій шпиль кольорами прапору ЛГБТ-спільноти.

### В інших країнах
Ейфелеву вежу в Парижі підсвітили в кольори прапора ЛГБТ у вигляді райдуги в пам'ять про жертв стрілянини в Орландо (США).
Увечері 13 червня біля посольства США в Москві поліція затримала двох осіб, що прийшли з плакатом «Любов перемагає» вшанувати пам'ять жертв теракту в Орландо. За відомостями ЗМІ поліції не сподобалась назва «Любов перемагає» на плакаті. Учасники були заарештовані.

## Цікаві факти
Цей випадок став 133-ю масовою стріляниною в США, 15-м випадком у Флориді, і 4-м випадком в Орландо від початку року.
Стрілянина сталася у тому самому місті, де на очах своїх шанувальників у концертному залі Plaza Live була вбита співачка Крістіна Гріммі, застрелена за два дні до теракту.
Також відомо, що в результаті стрілянини загинув Луіс Віелма, працівник компанії Universal, який працював над зйомками фільмів про Гаррі Поттера.
Соцмережа Facebook вперше використовувала в США функцію «перевірка безпеки» (Safety Check) після захоплення заручників і стрілянини в гей-клубі в Орландо, дозволивши користувачам позначати себе як «в безпеці», що повідомити рідних і близьких.